# 第6回オースティン映画批評家協会賞
6th AFCA Awards

作品賞: 

 ブラック・スワン 
第6回オースティン映画批評家協会賞は、オースティン映画批評家協会が2010年の映画に贈る賞である。

## トップ10
1. 『ブラック・スワン』
2. 『ソーシャル・ネットワーク』
3. 『インセプション』
4. 『トイ・ストーリー3』
5. 『英国王のスピーチ』
6. 『トゥルー・グリット』
7. 『ザ・ファイター』
8. 『預言者』
9. 『ウィンターズ・ボーン』
10. 『スコット・ピルグリムVS.邪悪な元カレ軍団』

## 受賞
- 主演男優賞:
  - コリン・ファース - 『英国王のスピーチ』
- 主演女優賞:
  - ナタリー・ポートマン - 『ブラック・スワン』
- アニメ映画賞:
  - 『トイ・ストーリー3』
- 撮影賞:
  - マシュー・リバティーク - 『ブラック・スワン』
- 監督賞:
  - ダーレン・アロノフスキー - 『ブラック・スワン』
- ドキュメンタリー映画賞:
  - 『イグジット・スルー・ザ・ギフトショップ』
- 作品賞:
  - 『ブラック・スワン』
- 第一回作品賞:
  - 『モンスターズ/地球外生命体』 - ギャレス・エドワーズ
- 外国語映画賞:
  - 『預言者』  フランス
- 作曲賞:
  - 『トロン: レガシー』 - ダフト・パンク
- 助演男優賞:
  - クリスチャン・ベール - 『ザ・ファイター』
- 助演女優賞:
  - ヘイリー・スタインフェルド - 『トゥルー・グリット』
- 脚色賞:
  - 『ソーシャル・ネットワーク』 - アーロン・ソーキン
- オリジナル脚本賞:
  - 『ブラック・スワン』 - マーク・ハイマン、アンドレス・ハインツ、ジョン・J・マクローリン
- ブレイクスルー・アーティスト賞:
  - クロエ・グレース・モレッツ - 『キック・アス』、『モールス』
- オースティン映画賞:
  - Ben Steinbauer - Winnebago Man